# Sapium jenmannii
Sapium jenmannii är en törelväxtart som beskrevs av William Botting Hemsley. Sapium jenmannii ingår i släktet Sapium och familjen törelväxter. Inga underarter finns listade i Catalogue of Life.